# إدي داوسون
إدي داوسون (بالإنجليزية: Eddie Dawson)‏ (16 يناير 1913 في المملكة المتحدة - 1970) هو لاعب كرة قدم بريطاني (وحمل سابقاً جنسية المملكة المتحدة لبريطانيا العظمى وأيرلندا) في مركز حراسة المرمى. لعب مع مانشستر سيتي ونادي بريستول سيتي ونادي بليث سبارتانز ونادي غيتزهد ونادي  شيلدز الشمالية ‏.

## وصلات خارجية
- إدي داوسون على موقع قاعدة بيانات كرة القدم.إي يو (الإنجليزية)